# Zimbelstern

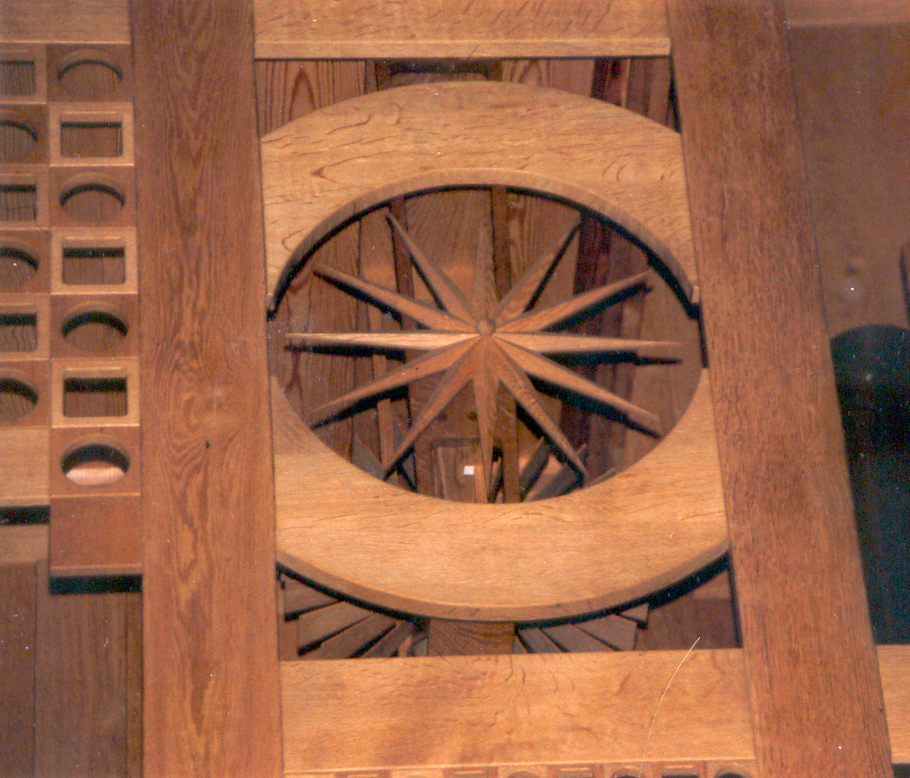
Uno Zimbelstern.

Lo Zimbelstern /ˈt͡sɪmbəlʃtɛrn/ (ortografato anche Cymbelstern o Zymbelstern; lett. "stella del cimbalo") è un accessorio proprio dell'organo.

## Struttura
Si tratta di un registro "giocattolo" consistente in una ruota, solitamente decorata come fosse una stella, sulla quale sono attaccate delle campanelle. Quando lo Zimbelstern è attivato l'aria dell'organo fa girare la stella, producendo un tintinnio continuo. La stella è spesso visibile sulla facciata dell'organo e può essere attivata per fare da sottofondo a brani di carattere pastorale o elegiaco.
Oggi estremamente raro, lo Zimbelstern era molto comune in Europa, specialmente in Germania, dal XVI al XVIII secolo. Il musicologo Peter Williams ritiene che tale registro sia stato introdotto per la prima volta nel 1585 da Lampeler van Mill nell'organo della cattedrale di Münster. Dopo il 1700 le campanelle iniziarono ad essere intonate in vari modi, trasformando lo Zimbelstern nel registro detto "campanelle".
Fra gli Zimbelstern antichi ancora esistenti (e funzionanti) si citano quello dell'organo cinquecentesco della Katherinenkirche di Amburgo, quello dell'organo della chiesa di San Giacomo a Lüdingworth (1683) e quello dell'organo della Slotskapel di Gavnø, Danimarca (1770 circa).

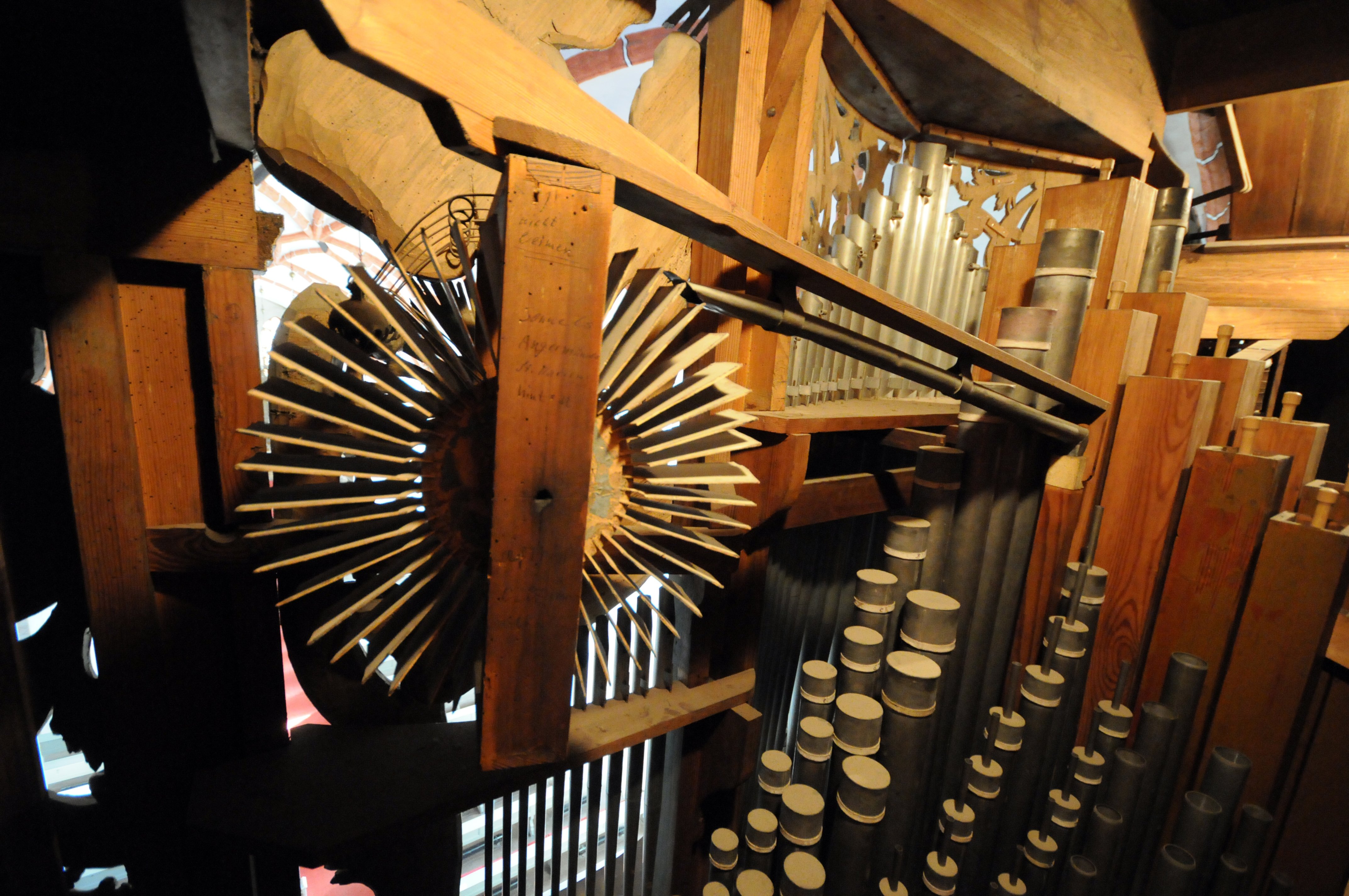
Interno di un organo, con particolare dello Zimbelstern.
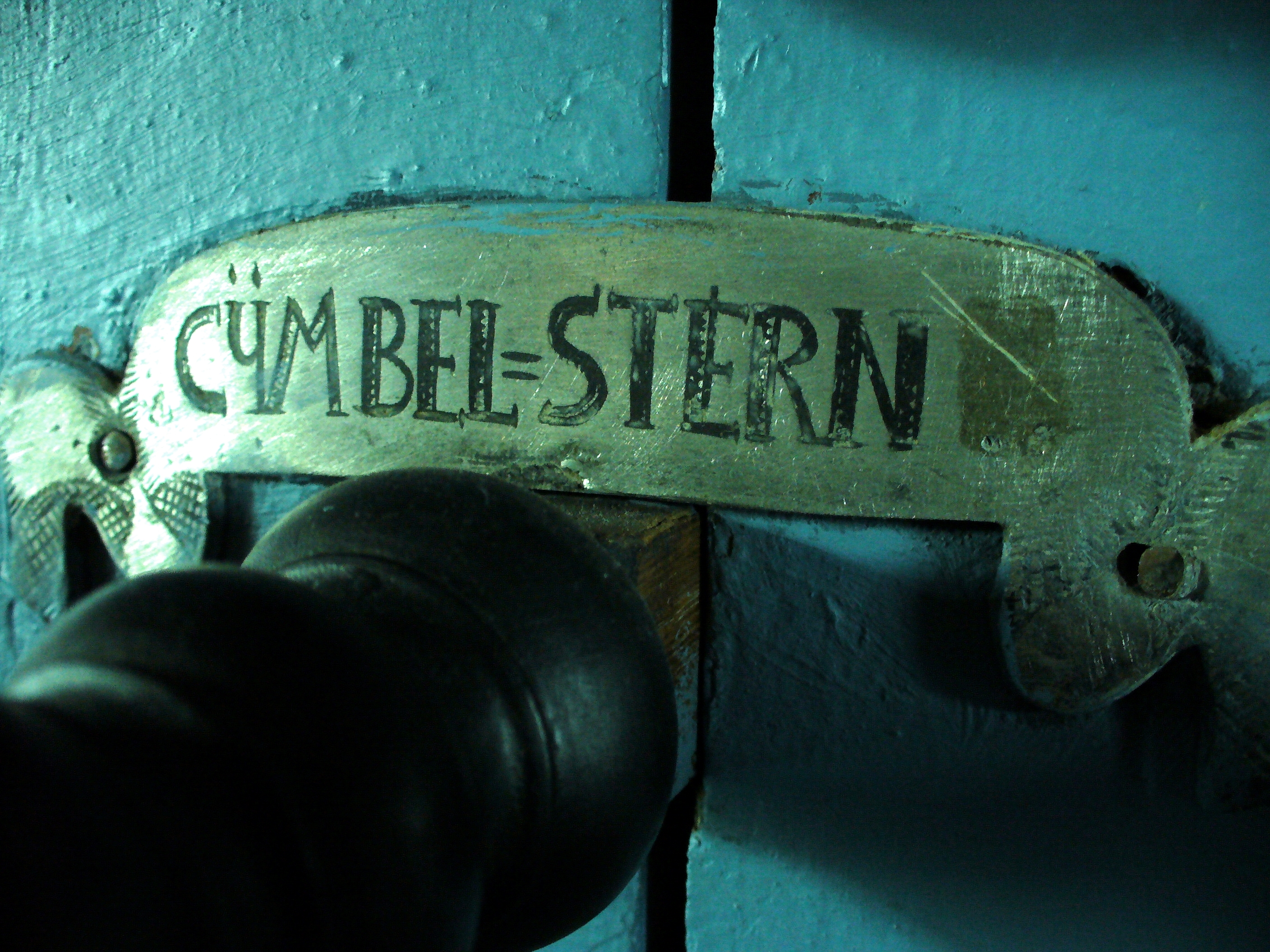
Tirante per l'attivazione di uno Zimbelstern.
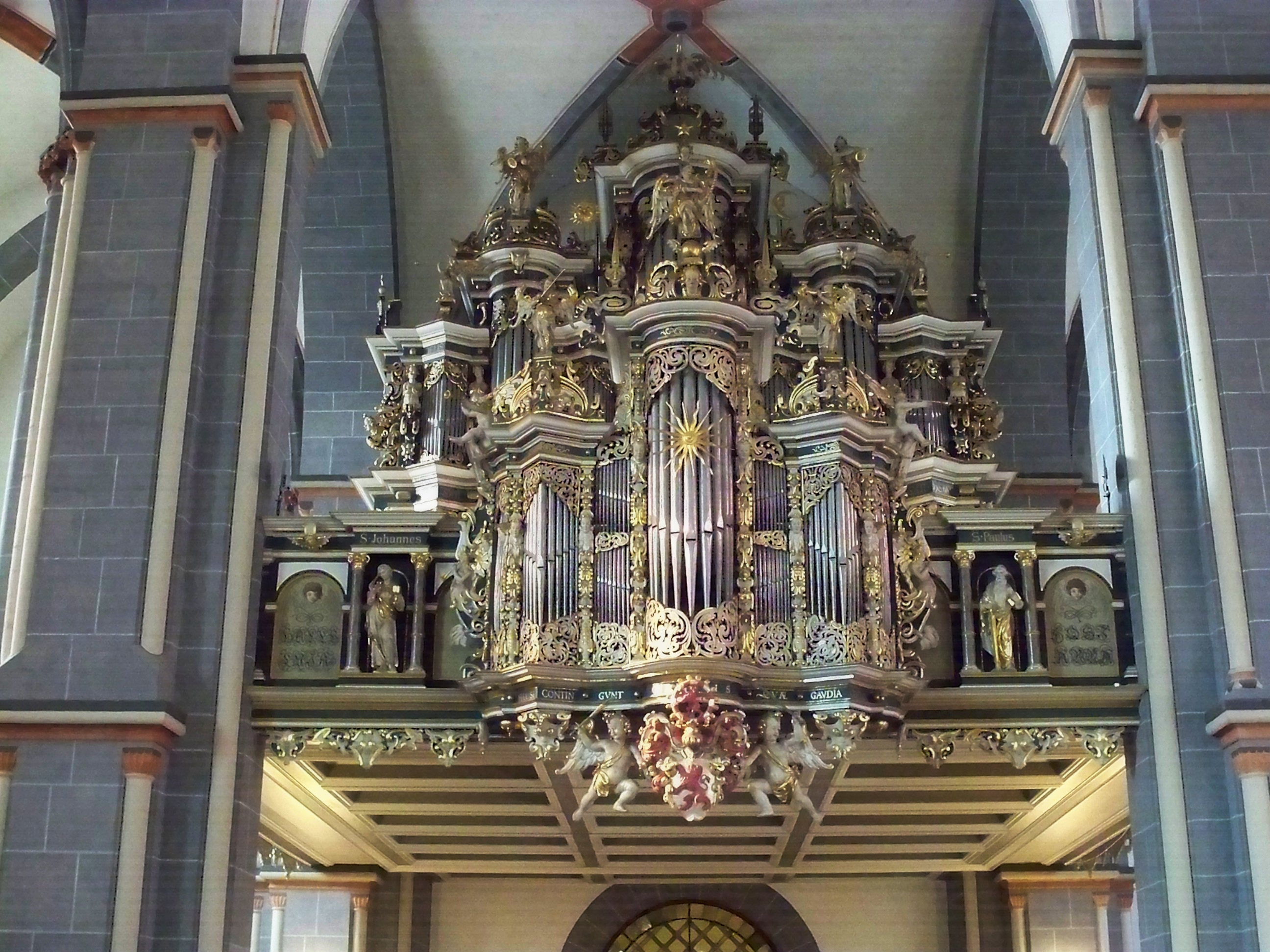
Un grande Zimbelstern, dorato, è visibile al centro dello strumento.